# Cystoagaricus strobilomyces
Cystoagaricus strobilomyces är en svampart som först beskrevs av William Alphonso Murrill, och fick sitt nu gällande namn av Rolf Singer 1947. Cystoagaricus strobilomyces ingår i släktet Cystoagaricus och familjen Psathyrellaceae.   Inga underarter finns listade i Catalogue of Life.